# HMS 버컨헤드 (1915년)

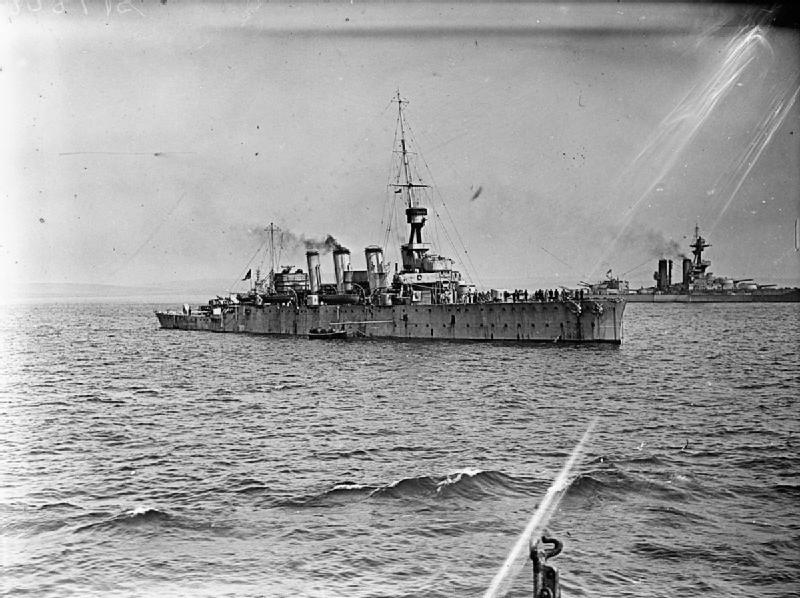
HMS 버컨헤드

HMS 버컨헤드(HMS Birkenhead)는 원래 1914년 그리스 해군을 위해 주문된 타운급 경순양함 두 척 중 하나였다. 그녀는 제독 파블로스 쿤투리오티스의 이름을 따 안티나바르코스 쿤투리오티스로 명명될 예정이었다. 이 주문은 캄멜 레어드에게 이루어졌고 1914년 8월 제1차 세계 대전이 발발한 후 그리스 계정을 위해 생산이 계속되었다. 그러나 1915년에 두 척의 순양함은 영국 정부에 의해 구매되었고 영국 해군과 함께 복무를 시작했다.